# Villa Arabeski

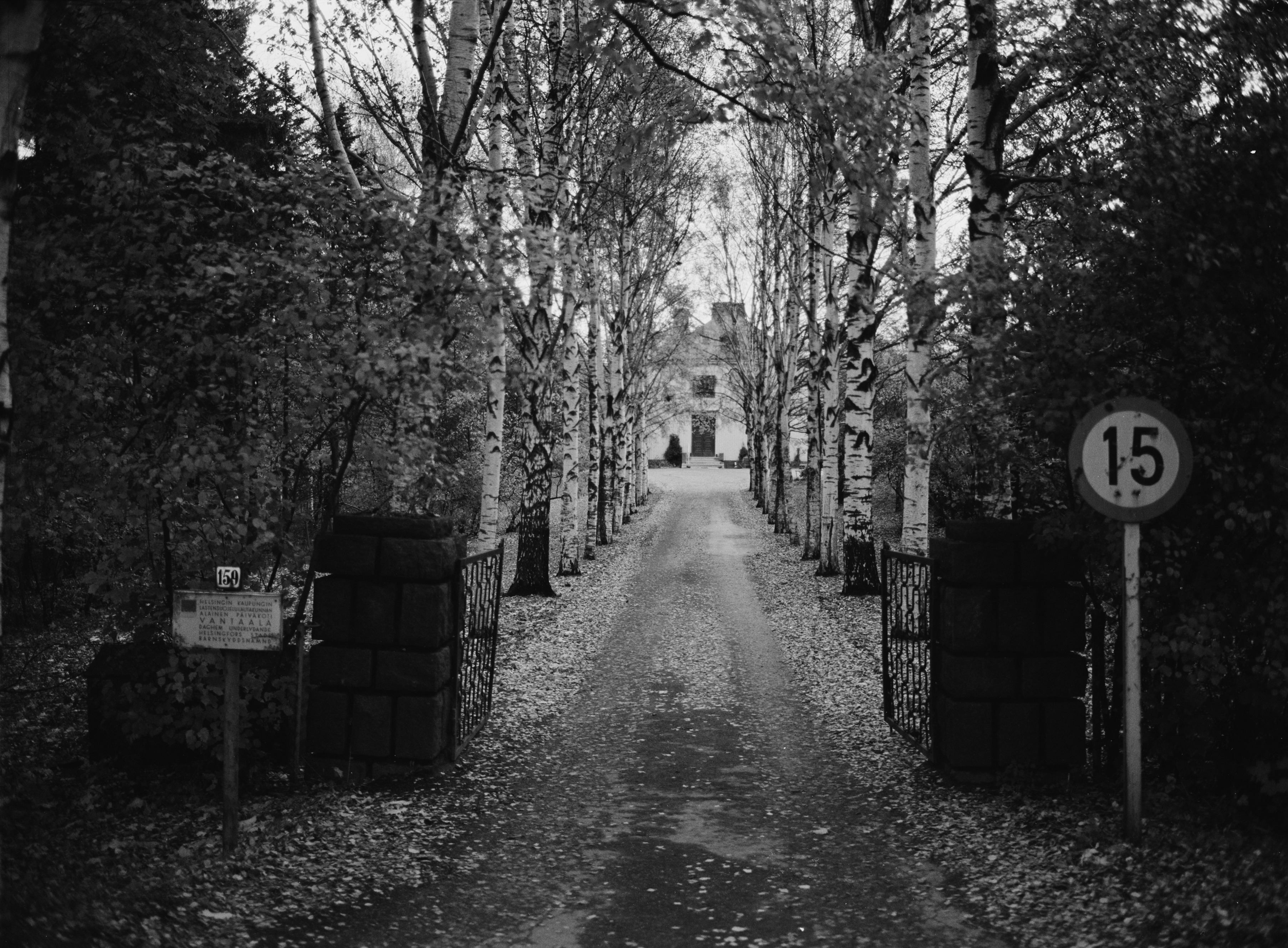
Björkallén in till Villa Arabeski, 1983

Villa Arabeski är en patriciervilla vid Tavastvägen i Gammelstaden i Helsingfors, som ritades av Ole Gripenberg för disponenten på spinneriet Helsingfors Mekaniska Väfveri Ab, som ingick i Yhdistyneet Villatehtaat Oy / De Förenade Yllefabrikerna Ab.
Ole Gripenberg ritade byggnaden 1928 och den stod färdig som bostad och representationsvilla 1933. Villan representerar 1900-talsklassicismen i sin arkitektur. En björkallé leder till byggnaden från Tavastvägen. Den ligger i vad som nu kallas Klädesfabriksparken.
År 1959 köptes villan och närliggande fabriksbyggnader av Helsingfors stad. Först användes byggnaden för ett daghem och senare, fram till 2009, för Konst- och kommunikationshögskolan vid Metropolia yrkeshögskola. År 2012 sålde staden byggnaden till en privatperson. Efter en renovering, som slutfördes 2019, har villan idag två bostadslägenheter. 
Villa Arabeski skyddas av Museiverket. Parken, som omger villan, är skyddad som ett fornlämningsområde.